# Vergranne
Vergranne ist eine französische Gemeinde mit 117 Einwohnern (Stand: 1. Januar 2022) im Département Doubs in der Region Bourgogne-Franche-Comté.

## Geographie
Vergranne liegt auf 450 m, sieben Kilometer nordnordöstlich von Baume-les-Dames und etwa 34 Kilometer nordöstlich der Stadt Besançon (Luftlinie). Das Dorf erstreckt sich auf einer Anhöhe auf dem Hochplateau zwischen den Flusstälern von Doubs im Süden und Ognon im Norden.
Die Fläche des 5,18 km² großen Gemeindegebiets umfasst einen Abschnitt der leicht gewellten Landschaft nördlich des Doubs. Das gesamte Gebiet wird von einem Hochplateau eingenommen, das durchschnittlich auf 440 m liegt. Es zeigt ein lockeres Gefüge von Acker- und Wiesland respektive Wald. Gegen Westen ist das Plateau leicht geneigt. Auf dem gesamten Areal gibt es keine oberirdischen Fließgewässer, weil das Niederschlagswasser im verkarsteten Untergrund versickert. Mit 462 m wird auf einer Anhöhe südwestlich des Dorfes die höchste Erhebung von Vergranne erreicht. Nach Norden erstreckt sich der Gemeindeboden bis an den Rand des Bois des Brosses, nach Osten bis zum Bois de Reuge und nach Süden auf die Flur Les Mondrevaux.
Nachbargemeinden von Vergranne sind Mésandans im Norden, Viéthorey und Voillans im Osten, Autechaux im Süden sowie Verne und Rillans im Westen.

## Geschichte
Auf dem Gemeindeboden von Vergranne wurde neben anderen Funden aus dem Quartär ein menschlicher Zahn entdeckt, der ein Alter von rund 400'000 Jahren aufweist. Im Mittelalter gehörte Vergranne zum Herrschaftsgebiet von Clerval, das seit dem 14. Jahrhundert unter der Oberhoheit der Grafen von Montbéliard stand. Zusammen mit der Franche-Comté gelangte das Dorf mit dem Frieden von Nimwegen 1678 definitiv an Frankreich. Heute ist Vergranne Teil des Gemeindeverbandes Doubs Baumois.

## Sehenswürdigkeiten

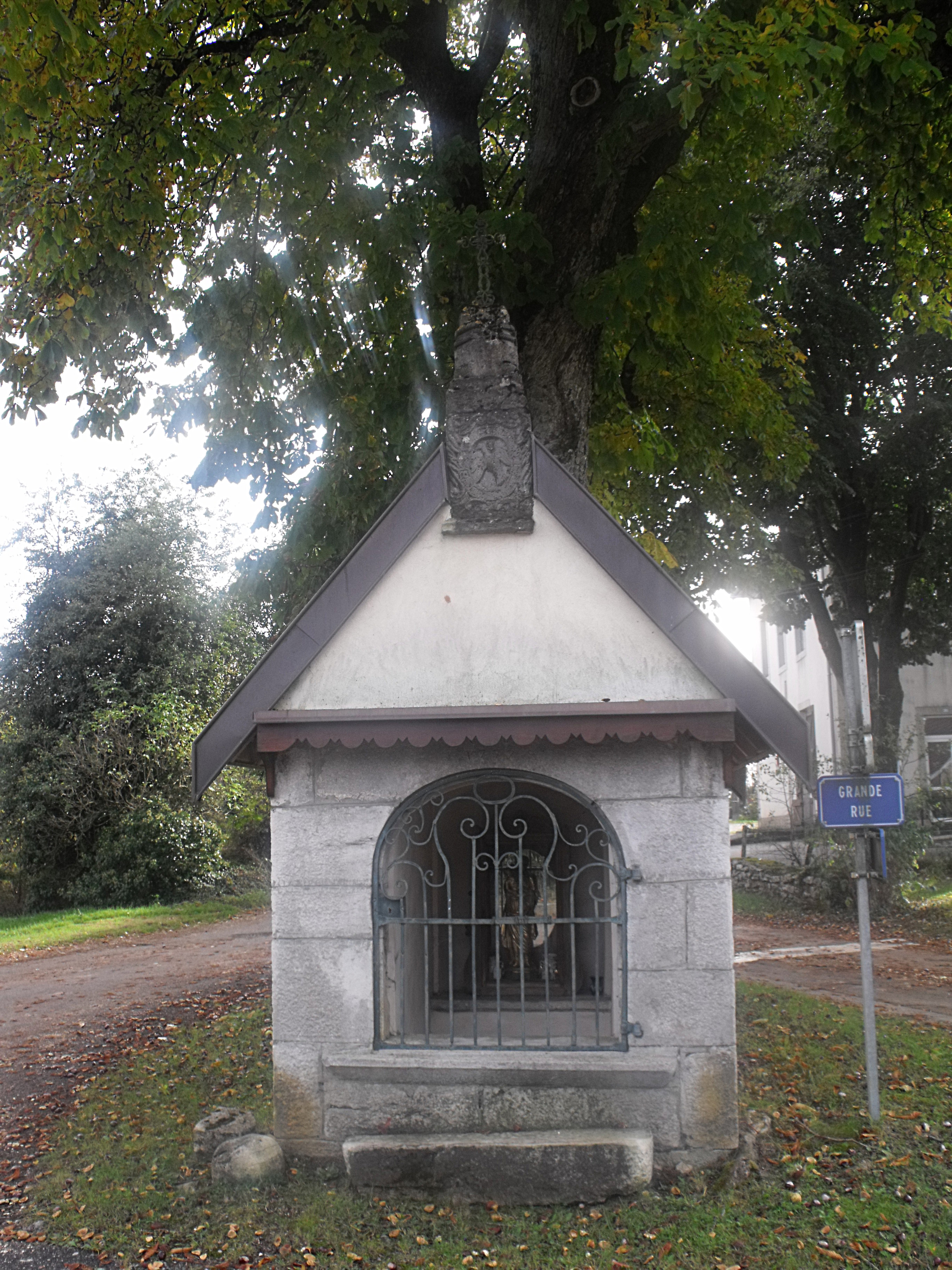
Kapelle Vergranne

Die Kapelle von Vergranne wurde im Jahr 1777 erbaut.

## Bevölkerung
| Jahr                       | 1962 | 1968 | 1975 | 1982 | 1990 | 1999 | 2005 | 2016 |
| Einwohner                  | 80   | 82   | 60   | 71   | 77   | 98   | 113  | 109  |
| Quellen: Cassini und INSEE |      |      |      |      |      |      |      |      |

Mit 117 Einwohnern (Stand 1. Januar 2022) gehört Vergranne zu den kleinsten Gemeinden des Départements Doubs. Nachdem die Einwohnerzahl in der ersten Hälfte des 20. Jahrhunderts deutlich abgenommen hatte (1901 wurden noch 140 Personen gezählt), wurde seit Mitte der 1970er Jahre wieder ein kontinuierliches Bevölkerungswachstum verzeichnet. Seither hat sich die Einwohnerzahl fast verdoppelt.

## Wirtschaft und Infrastruktur
Vergranne war bis weit ins 20. Jahrhundert hinein ein vorwiegend durch die Landwirtschaft (Ackerbau, Obstbau und Viehzucht) und die Forstwirtschaft geprägtes Dorf. Noch heute leben die Bewohner zur Hauptsache von der Tätigkeit im ersten Sektor. Außerhalb des primären Sektors gibt es nur wenige Arbeitsplätze im Dorf. Einige Erwerbstätige sind auch Wegpendler, die in den umliegenden größeren Ortschaften ihrer Arbeit nachgehen.
Die Ortschaft liegt abseits der größeren Durchgangsstraßen an einer Departementsstraße, die von Autechaux nach Fontenelle-Montby führt. Der nächste Anschluss an die Autobahn A36 befindet sich in einer Entfernung von ungefähr fünf Kilometern. Eine weitere Straßenverbindung besteht mit Verne.